# Ruud Vormer
Ruud Vormer (* 11. května 1988 Hoorn, Nizozemsko) je nizozemský fotbalový záložník, který působí v belgickém klubu Club Brugge KV.

## Reprezentační kariéra
Vormer nastoupil v roce 2008 za nizozemskou jedenadvacítku (Jong Oranje).